# Borsót főztem
A Borsót főztem egy óvodás gyerekdal. A gyerekek imitálják a szöveget, az ábele, bábele-nél a fejüket két kezük közé fogva lóbálják. Még kisebb gyerekekkel ölben játsszák.

## Kotta és dallam
Borsót főztem,

Jól megsóztam,

Meg is paprikáztam,

Ábele-bábele, huss!

## Felvételek
- Borsót főztem. Geredy Emilne  YouTube (2012. szeptember 14.)  (Hozzáférés: 2015. május 27.) (videó)
- Borsót főztem. Zeneker Team  YouTube (2012. szeptember 14.)  (Hozzáférés: 2017. június 19.) (audió)